# Famille von der Hagen
Pour les articles homonymes, voir Hagen.
La famille von der Hagen est une famille noble de la Marche de Brandebourg. La première mention dans un document de Petrus de Hage à Wusterhausen/Dosse date de 1307. La lignée directe commence avec Hans von dem Hage. Il apparaît entre 1370 et 1378 dans l'entourage du comte Albrecht von Lindow (de) et est mentionné en 1381 comme vassal de l'archevêque de Magdebourg.

## Histoire
Jusqu'en 1376, la ville et le domaine rural Rhinow appartiennent aux comtes de Lindow-Ruppin (de), qui doivent les restituer à l'empereur Charles IV en 1377. En 1386, Rhinow devient la propriété de l'évêque de Brandebourg, qui l'hypothèque à nouveau. En 1441, la quasi-totalité du petit pays de Rhinow devient la propriété de la famille von der Hagen en tant que vassal du margrave de Brandebourg pour les 500 années suivantes. Pour défendre leurs possessions, ils construisent plusieurs maisons fortes et châteaux le long de la Havel.
La famille se divise en deux branches, celle de Hohennauen et celle de Mühlenburg, avec des possessions différentes
Au XVIIe siècle, le manoir de Hohennauen est divisé en quatre parties. À partir de 1692, Johann Gottfried von Rauchhaupt (de) en possède une partie. Le château est déjà complètement en ruine après la guerre de Trente Ans, et Rauchhaupt construit à sa place, vers 1700, une maison de maître en colombage. Les autres parties restent unies sous la famille von der Hagen. À partir de 1692 et 1731, il y a deux manoirs. Entre 1781 et 1802, le domaine de Rauchhaupt est majoré de Wassersuppe, Witzke, Schönholz et Elslake ; le majorat revient aux von Bornstedt, plus tard aux von Kleist, qui le possèdent jusqu'en 1945. La famille von der Hagen, qui habite jusqu'alors dans un simple bâtiment à colombages, construit en 1792 un petit château à l'extrémité nord du parc du manoir.
Le château de Mühlenburg près de Rhinow, d'origine slave, est repris au cours de la colonisation allemande de l'Est et agrandi vers 1200 pour sécuriser le passage sur le Rhin. En 1441, la famille von der Hagen devient propriétaire du château de Mühlenburg et de la quasi-totalité de la région de Rhinow. Il est abandonné après la guerre de Trente Ans, mais la famille reprend à proximité quelques fermes devenues désertes autour de Rhinow (Alter Hof, Neuer Hof).
Dans le registre d'inscription de l'abbaye de Dobbertin, il y a deux entrées de filles de la famille von der Hagen de la branche de Gülzow, Zibühl et Stieten des années 1733-1789 pour l'admission au couvent aristocratique local. Charlotta Sophia von Hagen (1729-1818) est l'abbesse du couvent de 1800 à 1818. Son blason avec deux croix religieuses attachées se trouve sur la galerie des religieuses dans l'église de l'abbaye.
Une partie de la fondation familiale existante des von, vom et von der Hagen est une fondation de bourse d'Hyppolita von der Hagen, veuve, remontant à 1781.
Il y a une légitimation de la noblesse prussienne le 5 avril 1803 à Berlin avec apposition du nom paternel et des armoiries de Friedrich Heinrich von der Hagen (1780-1856), fils naturel de Leopold von der Hagen (1747-1814), propriétaire à Schmiedeberg (Angermünde, Uckermark).
Les membres de la famille noble von der Hagen sont très tôt actifs dans l'Ordre de Saint-Jean, dès le XVIIIe siècle. Les fils ont principalement étudiés dans des établissements de la noblesse bien connus, en particulier  à l'Académie de chevalerie de Brandebourg-sur-la-Havel,,.
Les domaines brandebourgeois d'Hohennauen, Rhinow, Schmiedeberg et Stölln sont des propriétés familiales jusqu'à la réforme agraire de 1945-1948 dans la zone d'occupation soviétique (SBZ). La réforme agraire signifie l'expulsion du district et l'expropriation totale sans indemnisation de la plupart des membres de la famille. À Rhinow, la veuve Eva von der Hagen, fille du résistant Paul von Hase, dépose une demande de terrain à coloniser pour le domaine exproprié et vit encore en 1953 comme colon à Rhinow. L'ancien fidéicommis d'Hohennauen est hérité par la veuve de Thomas Philipp von der Hagen (1881-1940) Margret, née Köster aus Bremen, remariée von Graefe. Sa célèbre bibliothèque se trouve dans le manoir d'Hohennauen.

## Armes

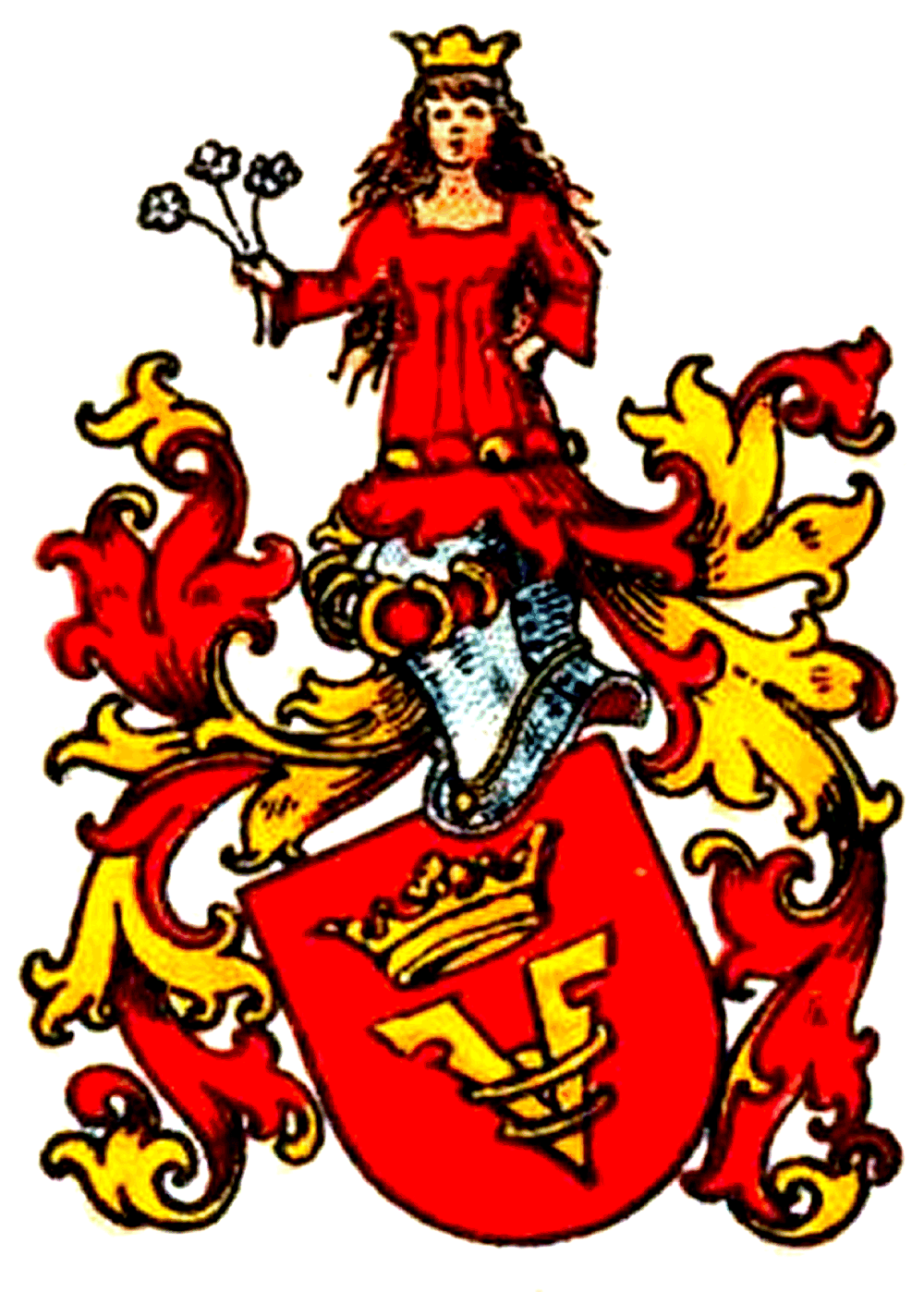
Armoiries de la famille von der Hagen

Deux crochets de tente pointus en argent rouge, debout dans deux anneaux dorés, surmontés d'une couronne de feuilles dorées. Sur le casque avec des lambrequins rouges et or, une vierge à couronne rouge en pleine croissance avec des cheveux blonds tombants, tenant une branche avec trois roses rouges dans sa main droite, son akimbo gauche.[réf. nécessaire]

## Personnalités
- Thomas Philipp von der Hagen (1729–1797) généalogiste et historien brandebourgeois, chanoine de Brandebourg, commandeur de l'Ordre de Saint-Jean à Wietersheim, chanoine d'Havelberg (de), propriétaire terrien sur Hohennauen [8]
- Cuno Friedrich von der Hagen (1733-1762), capitaine[9], tombé près de Burkersdorf[10],[11], adjudant du prince Auguste-Guillaume
- Friedrich Heinrich von der Hagen (1780–1856), germaniste
- Waldemar von der Hagen (de) (1839-1889), administrateur de l'arrondissement d'Havelland-de-l'Ouest et propriétaire d'un manoir
- Hans Heinrich von der Hagen (1865-1933), conseiller de chevalerie et propriétaire du manoir
- Tronje Hans von der Hagen (1896-1983), propriétaire du manoir à Stölln, major[12]

## Sièges familiaux
1re branche :

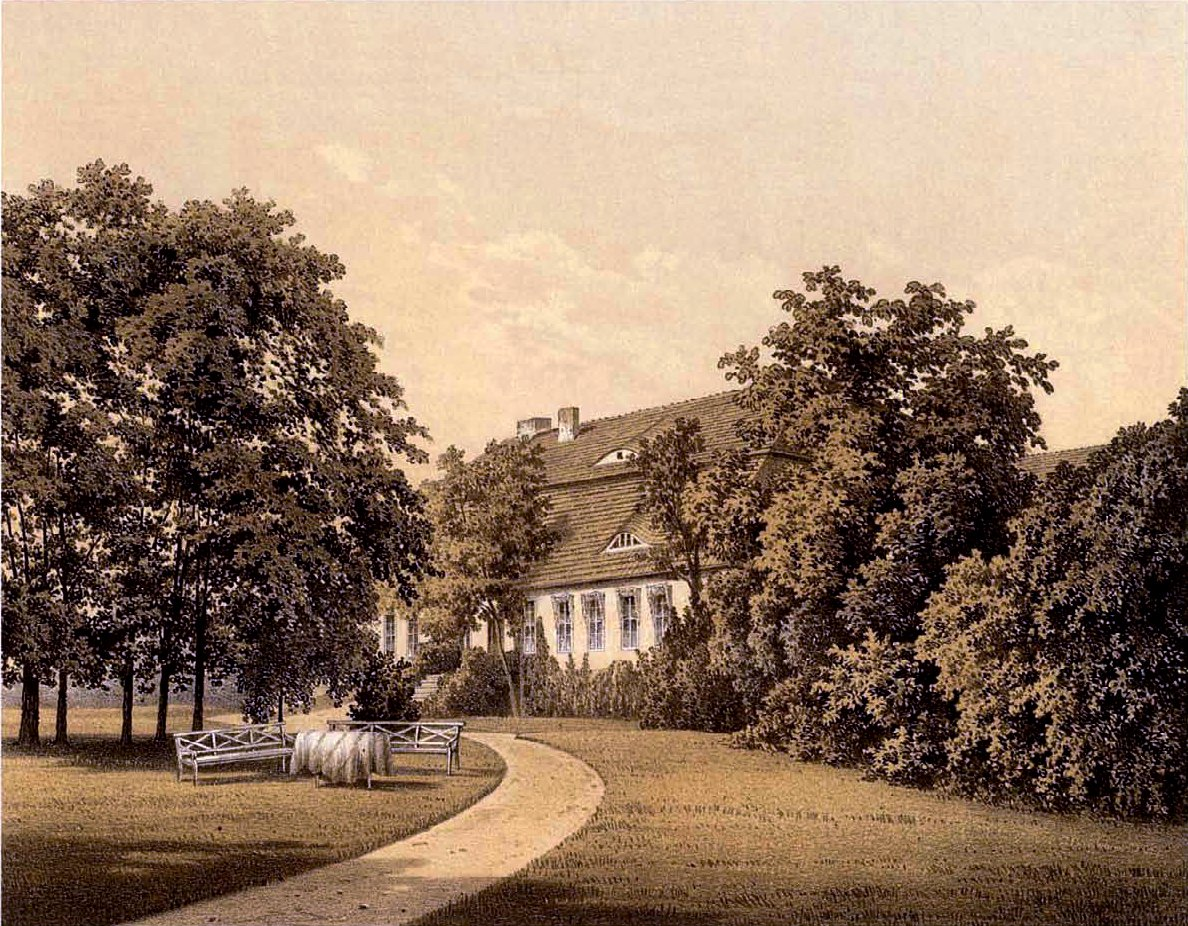
Manoir de Stölln, collection d'Alexander Duncker 1881/1883

- Hohennauen bei Rhinow (depuis 1486)
- Witzke
- Wassersuppe

2e branche:
- Rhinow
- Mühlenburg bei Rhinow (depuis 1441)
- Stölln

en outre :
- Langen
- Ketzür
- Nackel

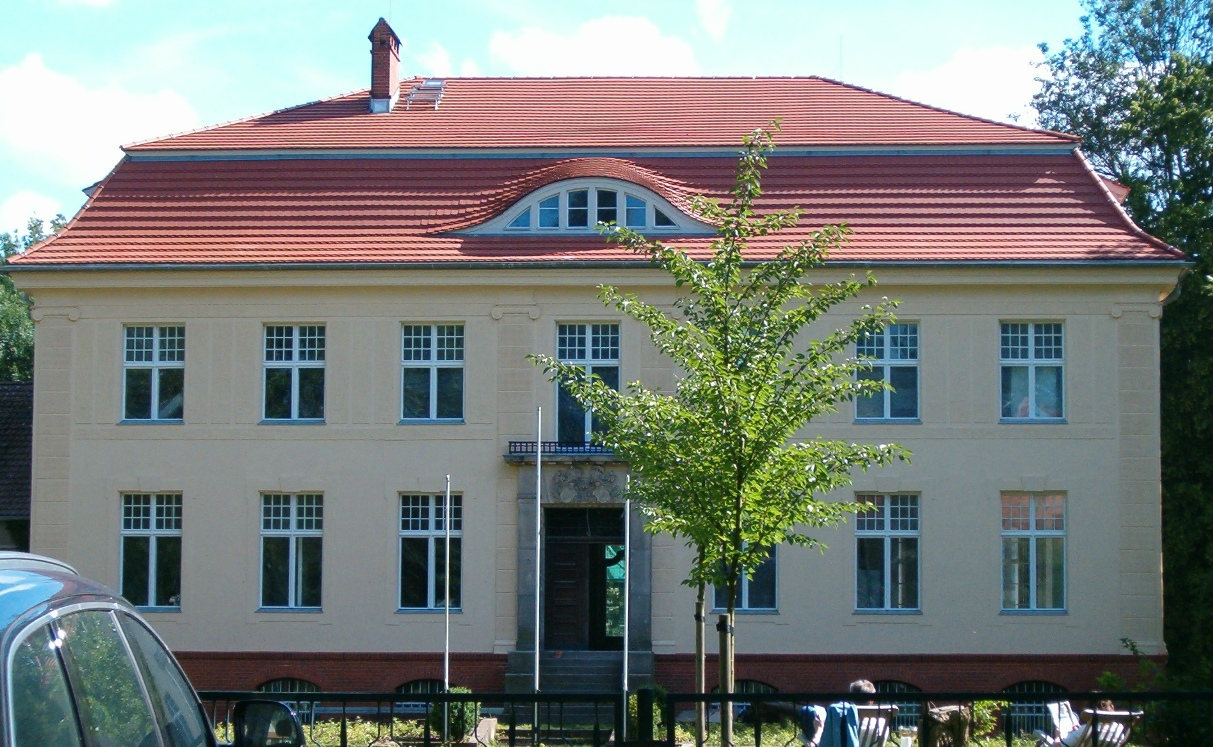
Manoir de Nackel, construit vers 1906 pour Alexander von der Hagen

- Schmiedeberg (Uckermark) (depuis 1698)[13]

## Familles nobles homonymes
Il convient de noter qu'il existe plusieurs autres familles nobles du nom de Hagen qui ne sont pas apparentées, comme les ministériels impériaux hessois "von Hagen-Münzenberg (de)", déjà éteints en 1255, les barons et comtes thuringiens "vom Hagen (de)", la famille ancestrale de Nouvelle-Marche et de Poméranie "von Hagen," les von dem Hagen ou les "von Hagen" de la noblesse de lettres (le lieutenant général Heinrich von Hagen, 1831-1905, fils de l'historien de l'art Ernst August Hagen, est anobli en Prusse en 1871). Les différentes familles nobles du nom Hagen fondent une association familiale commune. Il existe en outre des familles bourgeoises du même nom.